# Pitcairnia megasepala
Pitcairnia megasepala är en gräsväxtart som beskrevs av John Gilbert Baker. Pitcairnia megasepala ingår i släktet Pitcairnia och familjen Bromeliaceae. Inga underarter finns listade i Catalogue of Life.